# Acestridium colombiensis
Acestridium colombiensis es una especie de peces de la familia Loricariidae en el orden de los Siluriformes.

## Morfología
• Los machos pueden llegar alcanzar los 5 cm de longitud total.

## Distribución geográfica
Se encuentran en Sudamérica: río Inírida ( cuenca del río Orinoco, departamento de Guainía, Colombia).